# 吉爾吉斯斯坦伊斯蘭教

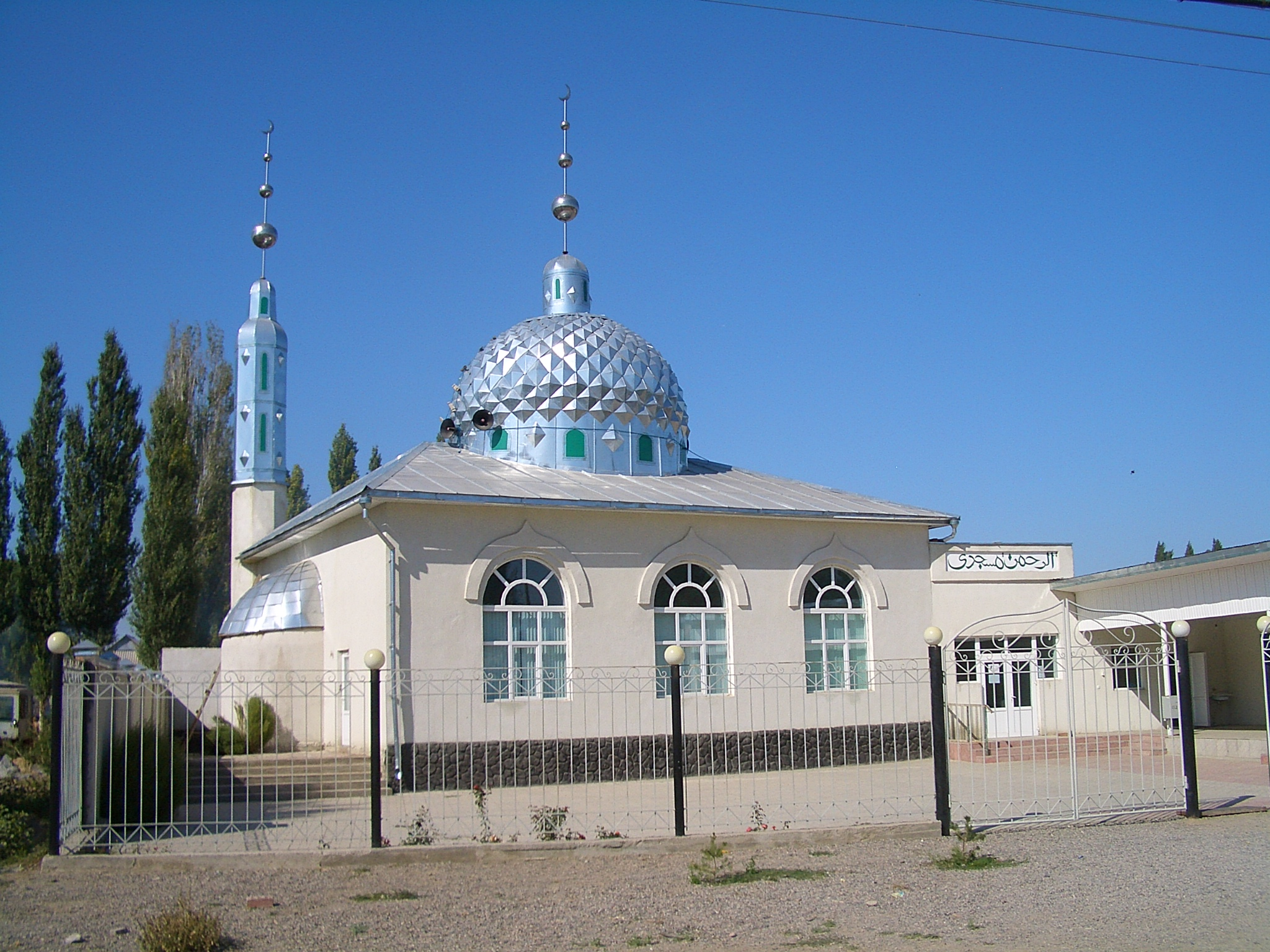
楚河州的一座清真寺

伊斯蘭教是吉爾吉斯斯坦信奉人数最多的宗教，据美国中情局统计，2017年，该国有90%人口是穆斯林。在吉爾吉斯斯坦的穆斯林的是遜尼派分支，而8世紀時由阿拉伯人帶入該地區。它與河中的伊斯蘭教不同，吉爾吉斯伊斯蘭教有很大隨意性。多数穆斯林也同時遵循薩滿教傳統。他們毛拉也只管宗教，社區事務另有人負責。
吉爾吉斯伊斯蘭教也有地區差異，南部的比較虔誠。除了吉尔吉斯族之外，乌孜别克族、哈萨克族等世居民族也信奉伊斯兰教。

## 伊斯蘭教的引入

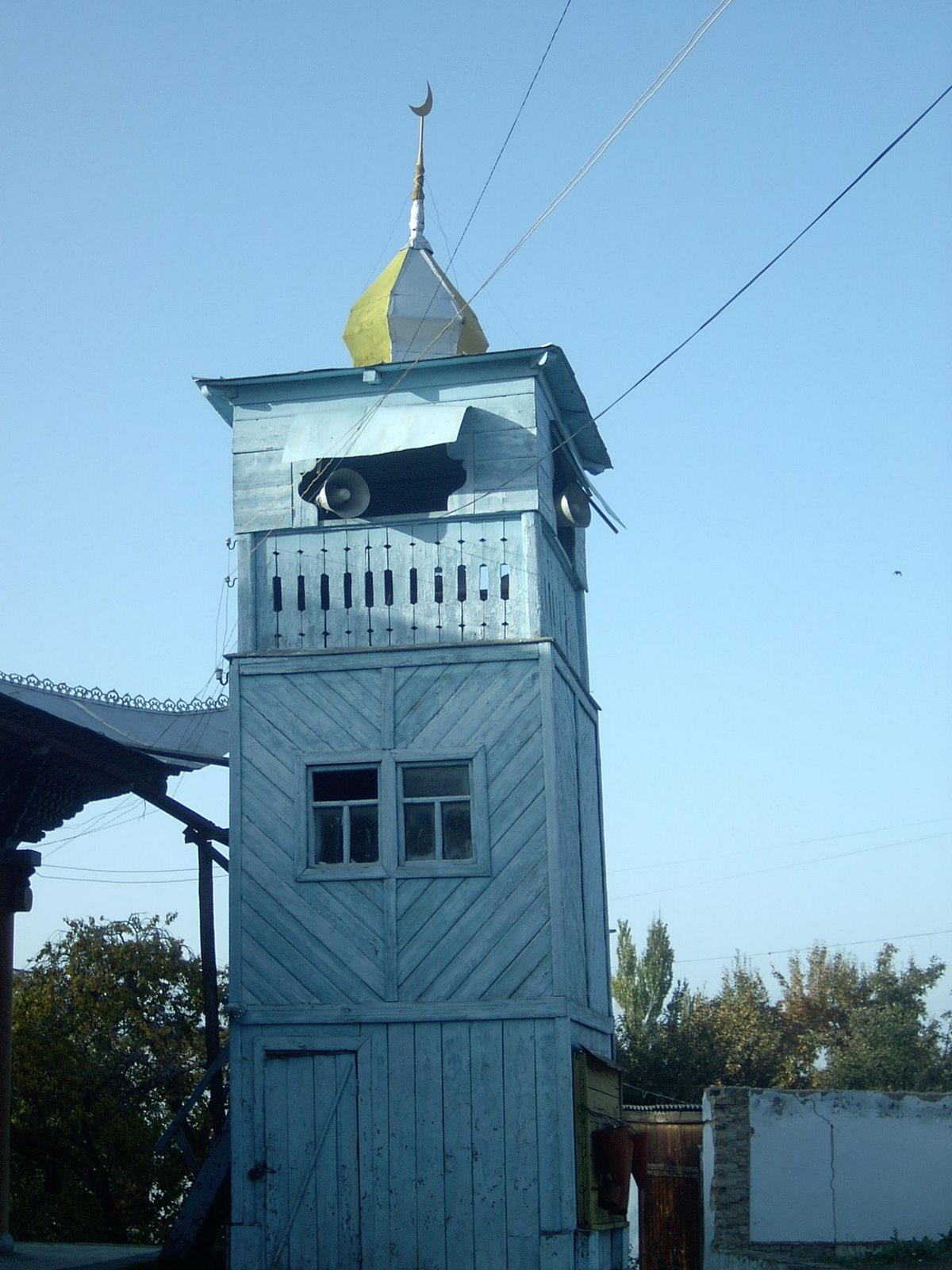
卡拉科爾東干族清真寺的一座叫拜樓

伊斯蘭教在八世纪時傳入吉爾吉斯，當時有少数吉爾吉斯人來到楚河一帶生活。十八世纪葉尼塞吉爾吉斯人被策妄阿拉布坦驅逐到現在吉爾吉斯斯坦，加上南面浩罕汗國成立，使吉爾吉斯完成伊斯蘭化。但因深厚和悠久的傳統習慣法，吉爾吉斯族還保留了前伊斯蘭的傳統和習俗。

## 部落的影響

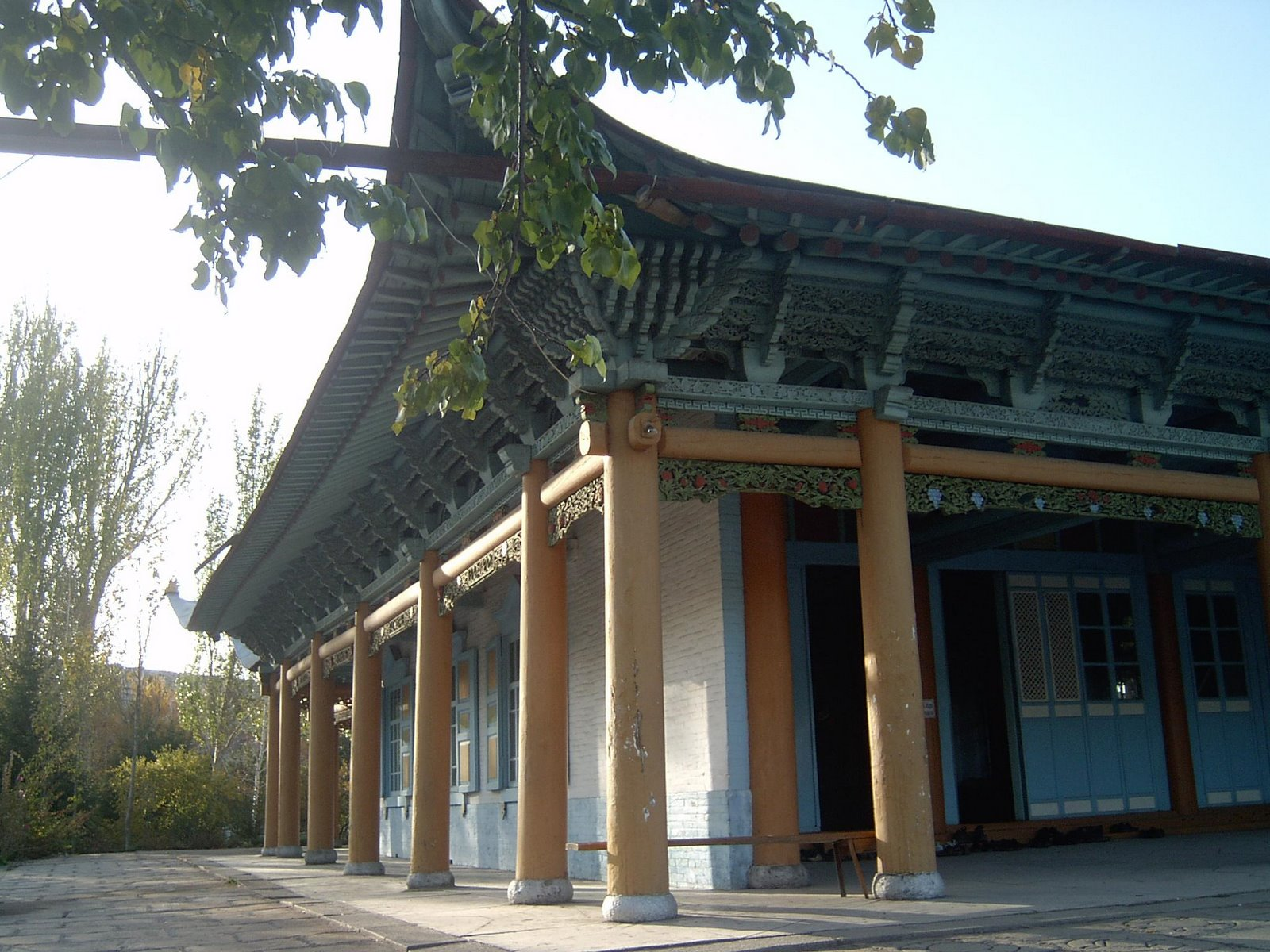
卡拉科爾的東干清真寺

雖然多数吉爾吉斯人是穆斯林，但仍有人信仰騰格里。由於游牧生活他們仍然有自然崇拜，清真寺影响力不大，五功也没法完全遵守。部落頭人和阿克撒卡爾比毛拉更大權力。
伊斯蘭教在南方勢力較大，北方的與薩满教，西伯利亞傳統信仰混合。

## 伊斯蘭教和國家

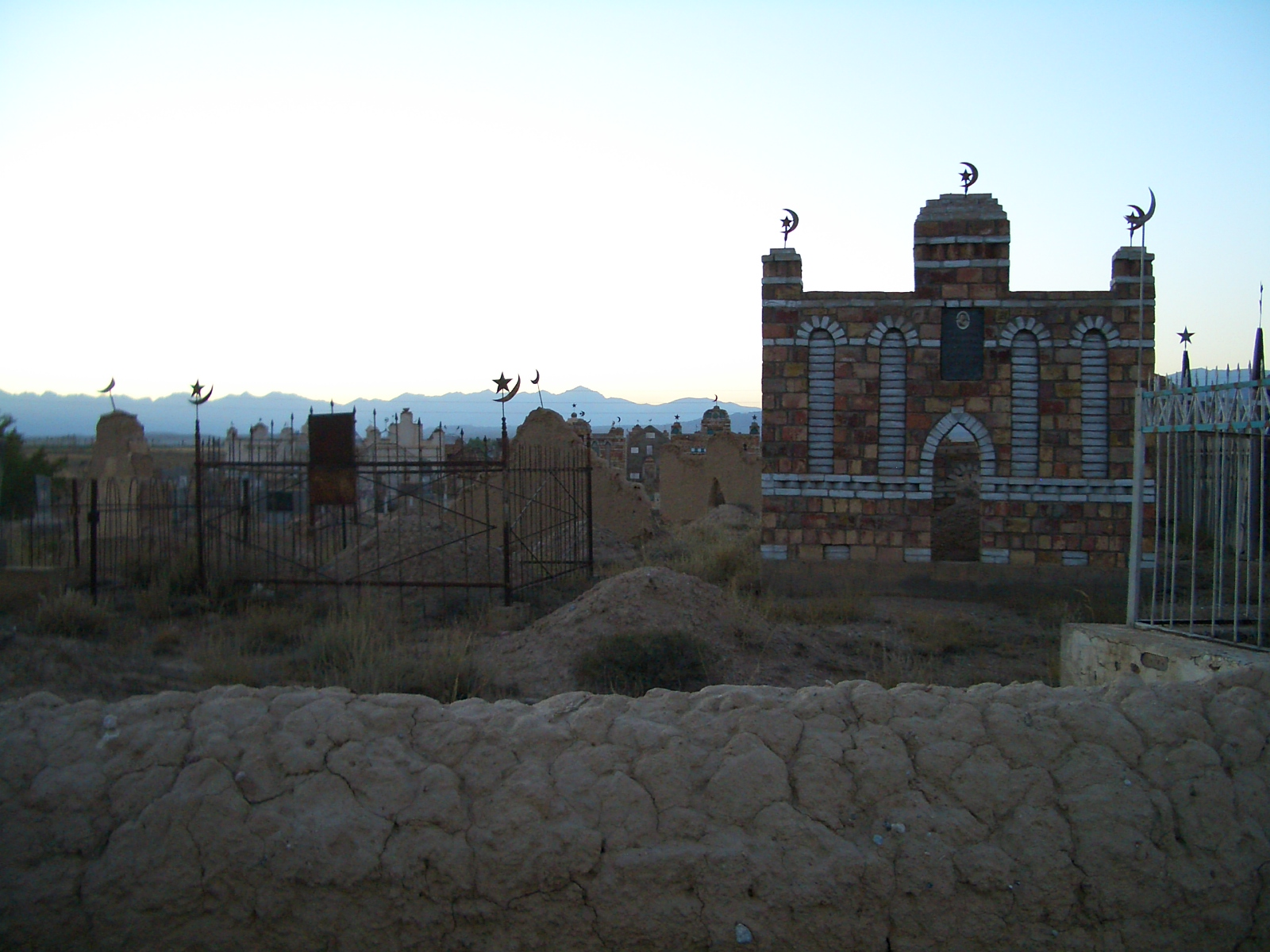
伊塞克湖州的一處伊斯蘭墓地

在吉爾吉斯斯坦，虽然宗教尚未对政治有特别顯著的作用，并且國家憲法規定政教分離，但是越来越多伊斯兰价值观下的传统元素正在为人所探求。儘管憲法禁止任何让意識形態或宗教干扰國家事务的行為，越來越多的公眾人物都对伊斯蘭價值觀的傳統元素表达了支持 。与中亞其他地區一样，非中亞人对于可能发生的，效仿伊朗和阿富汗，直接用伊斯蘭教观念塑造國家政策而不利於非伊斯蘭人口的伊斯蘭原教旨主義革命有所担忧。
由於预期到俄羅斯人才的持續流入造成的经济效应，當時的總統阿卡耶夫特別向非吉爾吉斯人保證不會發生伊斯蘭革命。阿卡耶夫參觀了比什凱克的一间重要的俄羅斯東正教教堂，並指示從國庫支付100萬盧布为教堂建設基金。他還以撥款和其他方式支持一家德國文化中心。尽管如此，地方政府还是对于建立更大的清真寺和宗教學校有所支持。此外，最近的法案提出了禁止墮胎；合法化重婚以及允許官員免税前往麥加朝覲的要求也被多次提出。

## 現狀
苏联解体后，吉尔吉斯斯坦国内的清真寺数量不断增加，甚至超过了学校数量。该国前總統阿斯卡爾·阿卡耶夫的女兒阿卡耶娃在2007接受採訪時指出，吉爾吉斯越來越伊斯蘭化，她強調許多清真寺已建成和吉爾吉斯正越來越多地投身宗教。她指出：“本身並不是壞事，它使我們的社會更道德更清潔。” 隨著伊斯蘭銀行業務的增長，吉爾吉斯斯坦也开始发展伊斯蘭金融，為國家提供許多伊斯蘭金融產品和服務。
國家承認為法定假日的兩個穆斯林節日：開齋節結束齋月，宰牲節，紀念易卜拉欣願意犧牲自己的兒子。該國也承認東正教聖誕節以及傳統的波斯節日諾魯兹節。